# Droga krajowa nr 5 (Węgry)
Droga krajowa nr 5 (węg. 5-ös főút) – droga krajowa na Węgrzech. Łączy Węgry z północną Serbią (Budapeszt z Belgradem). Zdublowana przez autostradę M5. Długość - 188 km. Przebieg: 
- Budapeszt - skrzyżowanie z 510 i M0
- Dabas
- Örkény
- Lajosmizse
- Kecskemét – skrzyżowanie z M5, 441, 52, 54 i 44
- Kiskunfélegyháza – skrzyżowanie z 542 i 451
- Kistelek
- Szeged – skrzyżowanie z M43, 43, 55 i 502
- Röszke – połączenie z M5